# برج قمري

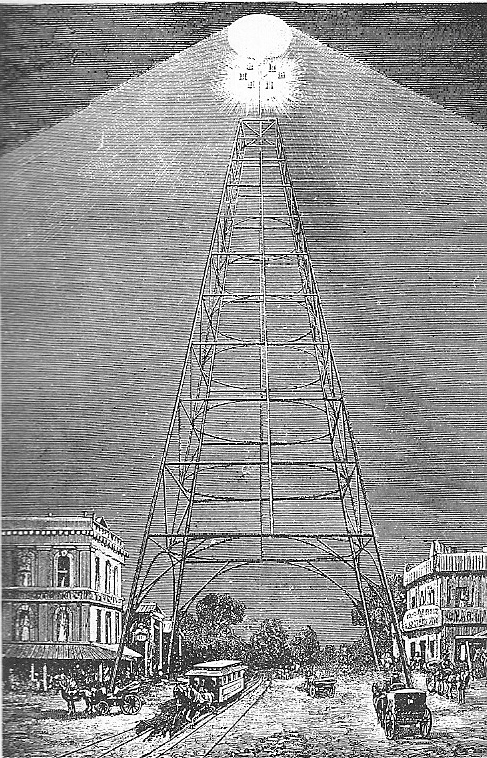
برج قمري سان خوسيه عام 1881

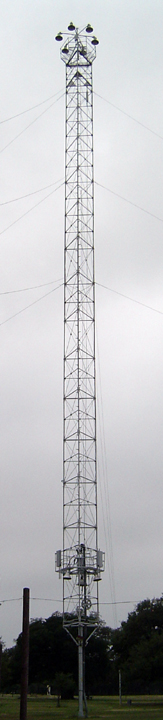
برج قمري في حديقة زيلكر أوستن، تكساس.

برج ضوء القمر أو برج قمري هو مبنى إضاءة مصمم لإضاءة مناطق معينة من المدينة في الليل. اشتهرت تلك الأبراج في أواخر القرن التاسع عشر في العديد من مدن الولايات المتحدة وأوروبا وخصوصا في عقدي 1880 وعقد 1890. تم اللجوء إليها في بعض الأماكن التي تستخدم بها عواميد قصيرة وكثيرة مما يجعل إنارة تلك الشوارع مكلفة، كما كانت تستخدم في أماكن أخرى مع عواميد مصابيح الغاز.
تم تصميم الأبراج لإضاءة أنحاء واسعة من المدينة في وقت واحد، اعتمادا على مبدأ «الضوء العالي». كانت مصابيح القوس، المعروفة في ذلك الوقت بضوءها المشرق والساطع لدرجة قد تؤذي العين هي الطريقة الأكثر شيوعًا المستخدمة آنذاك. مع بداية استخدام المصابيح المتوهجة بدأ انتشار الأبراج في التراجع.

## أوستن
تعتبر أوستن، تكساس هي المدينة الوحيدة في العالم التي لا يزال لديها أبراج ضوء القمر. تبلغ هذه الأبراج ما يقرب من 165 قدم (50 متر) طولا مع أساس يصل إلى 15 قدم (4.6 متر). يتم تصنيع الأبراج في إنديانا من قبل شركة فورت واين إلكتريك وتم تجميعها في الموقع. في عام 1894، اشترت مدينة أوستن 31 برجًا مستعملًا من ديترويت. يستطيع البرج الواحد إضاءة دائرة نصف قطرها 1500 قدم (460 متر) إضاءة كافية للنظر في ساعة اليد نتيجة استخدام البرج ستة مصابيح قوس كربون.
في عام 1993، قامت مدينة أوستن بتفكيك الأبراج وتبديل كل برغي، فتحة ربط وكابل في مشروع بلغ ميزانيته 1.3 مليون دولار، قبل أن يعاد افتتاح البرج في احتفالية كبيرة في عام 1995. 

## ديترويت

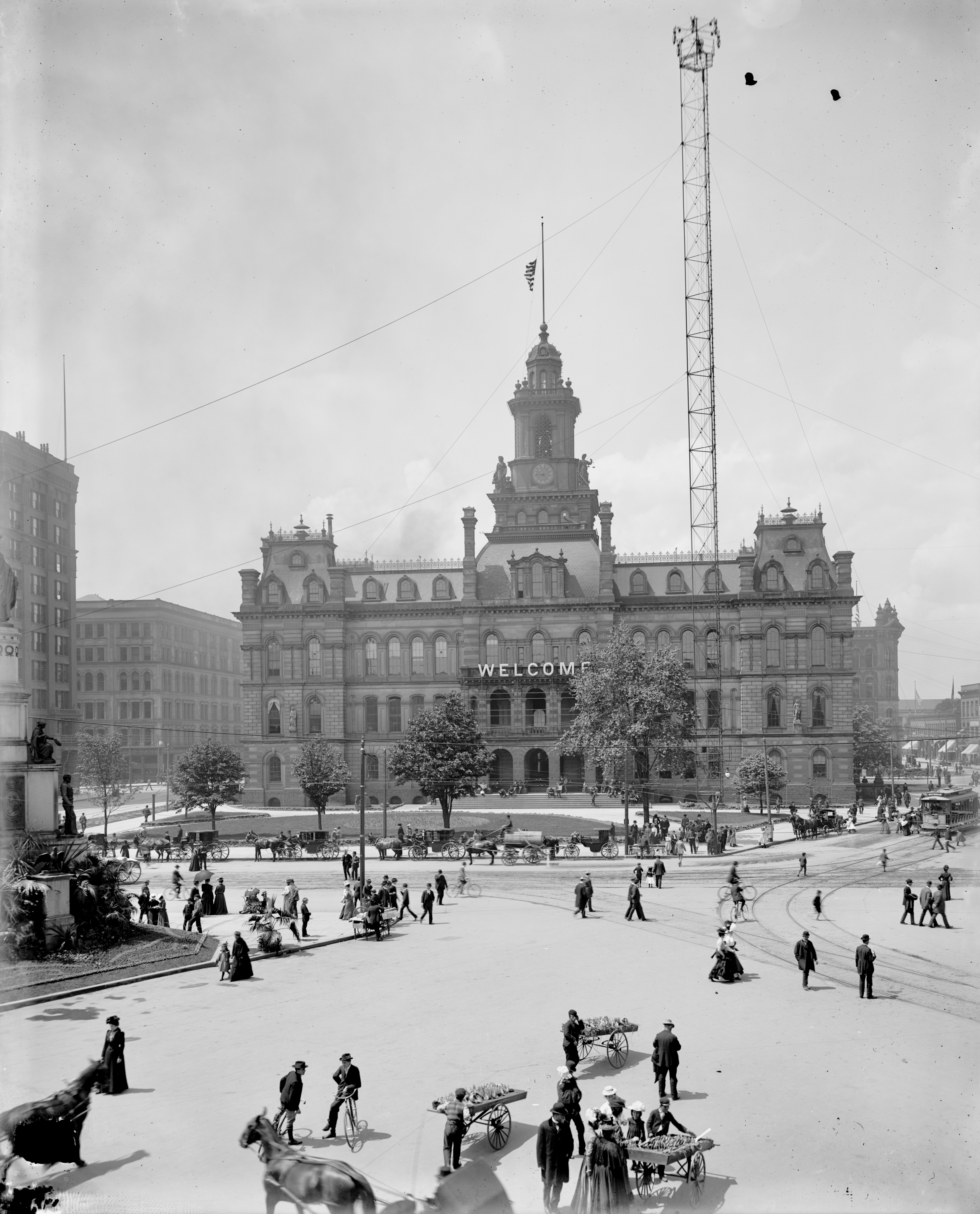
أمام قاعة مدينة ديترويت، ميشيغان عام 1900

أما ديترويت، ميشيغان فتتميز بنظامها الواسع النطاق من الأبراج الضوئية التي افتتحت في عام 1882. حيث تم افتتاح ما يقرب من 122 برج، طول الواحد منهم 175 قدم (53 متر)، يبعد كل منهما عن وسط المدينة تقريبا من 1,000 - 1,200 قدم (300-370) متر. أقصر وأقل قوة من الأبراج الموجودة في المناطق الأخرى. كانت الأبراج عبارة عن صواري آمنة يثبت عليها الكابلات وكانت عملية الصيانة والمتابعة يومية.
غطى النظام حوالي 21 ميلاً مربعاً (54 كم مربع)، لكن سرعان ما تم تعزيز النظام بمصابيح متوهجة في وسط المدينة بسبب توغل الأشجار ومنع انتشار الضوء. بحلول نهاية القرن لم يتبقى في ساحة كاديلاك غير برجين تمت إزالتهم مع بداية القرن الجديد.

## نيو أورلينز

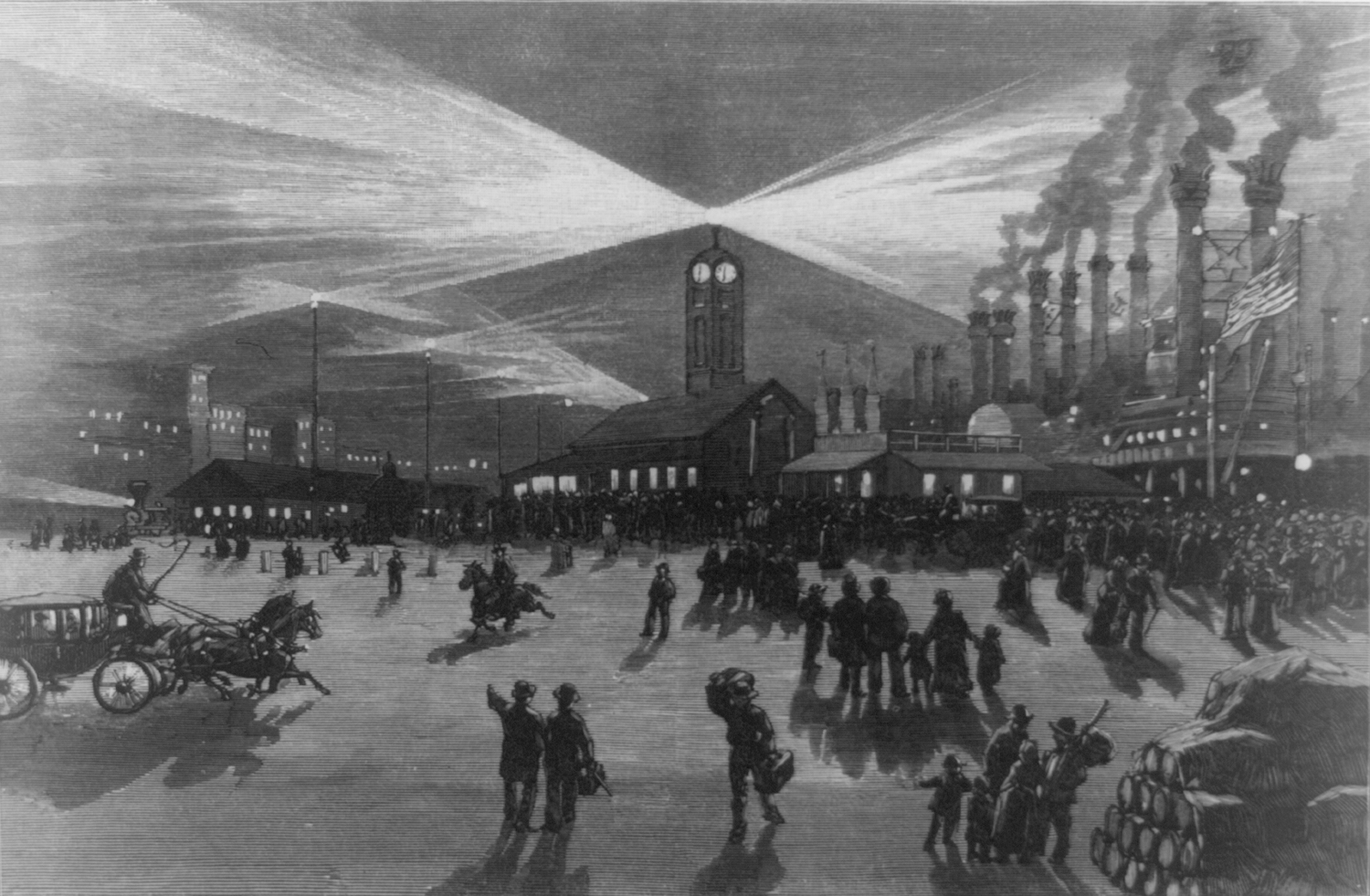
برج قمري في نيو أورلينز بولاية لويزيانا في عام 1883.

مع بداية ثمانينيات القرن التاسع عشر ظهرت الأبراج في نيو أورلينز بولاية لويزيانا. تم استخدام مجموعة من الأبراج على طول سد نهر المسيسيبي للمساعدة في عمليات تحميل وتفريغ السفن ليلاً في الميناء المزدحم.
تم بناء برج عند تقاطع شارع كنال، شارع بوربون وشارع كارونديليت مزود بمجموعة من أربعة أنابيب مياه للمساعدة في مكافحة الحرائق في المباني متعددة الطوابق القريبة.

## سان خوسيه

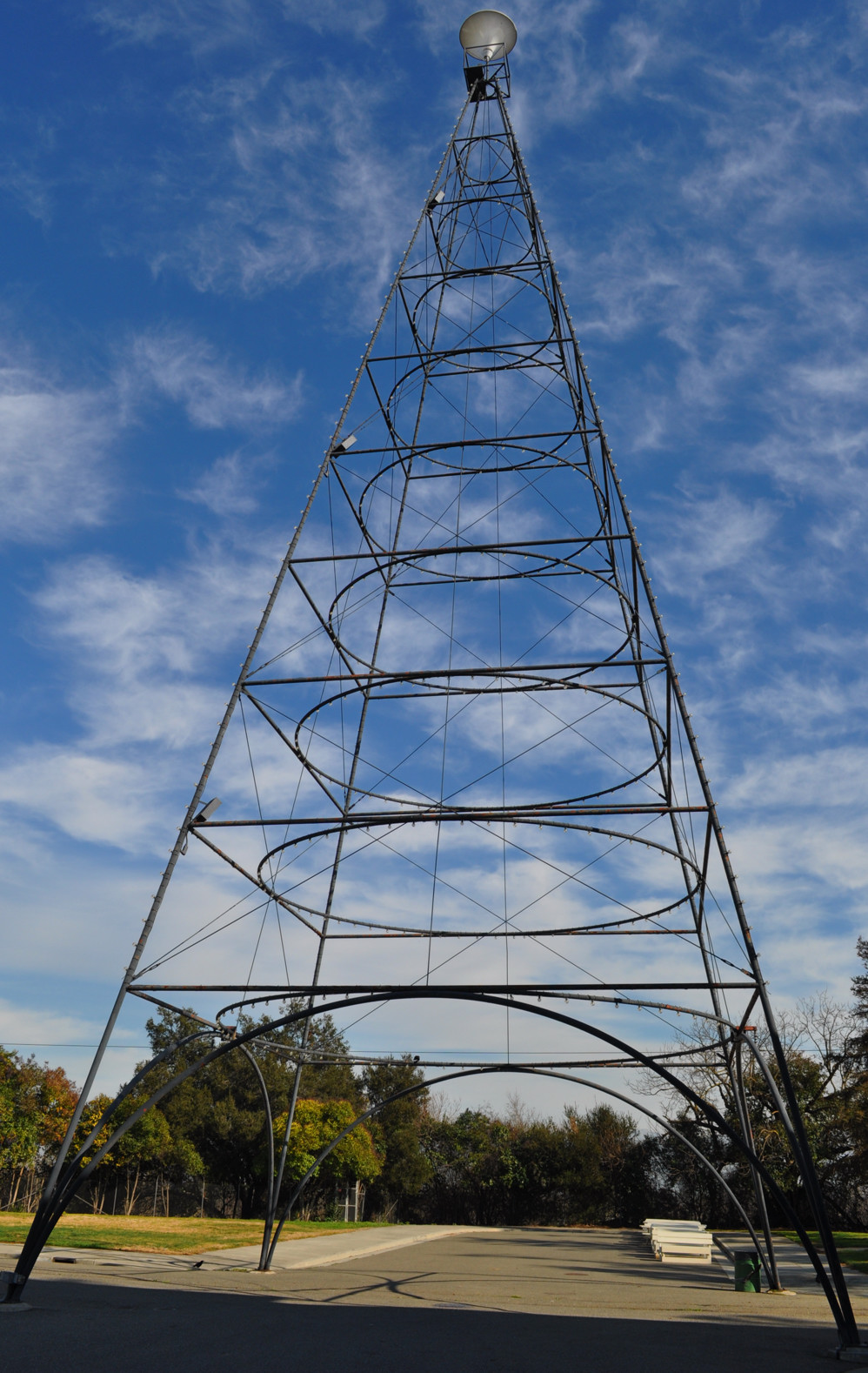
نموذج نصف الحجم تقريبا لبرج سان خوسيه القمري

في عام 1881، تم تشييد برج يبلغ طوله 237 قدما (72 مترًا) تقرييا، في تقاطع شارع سانتا كلارا مع شوارع السوق في سان خوسيه، كاليفورنيا، مما يجعلها أول مدينة تضاء بالضوء الكهربائي غرب جبال روكي. انهار البرج في عاصفة 3 ديسمبر 1915. يرجع الفضل في تشييد البرج إلى جيمس جيرومي، الناشر في صحيفة سان خوسيه ميركوري نيوز بعد زيارته لأول محطة إضاءة كهربائية في سان فرانسيسكو في عام 1879.

## واباش
في عام 1977، تم بناء نسخة نصف الحجم تقريبا، 115 قدما (35 مترا)، في متحف سان خوسيه التاريخي. كانت واباش، إنديانا، أول مدينة تستخدم مصابيح القوس: أربعة مثبتة على قبة قاعة المدينة، تم تشغيلها في 31 مارس 1880. استخدمت واباش مصباح ذاتي التنظيم اخترعه تشارلز بروش في عام 1870.

## وصلات خارجية
- برج القمر: عندما حاول البشر تقليد القمر.
- أضواء المدينة: أوستن في ضوء القمر التاريخي.
- صور من أبراج أوستن القمرية.
- برج ضوء القمر.
- مخطط معلومات ورسومات عن أبراج القمر في أوستن.